# Celestin II., protupapa
Protupapa Celestin II., rođen kao Thebaldus Buccapecus, katolički protupapa 1124. godine. 